# Dekanat Gorlice (diecezja przemysko-gorlicka)
Dekanat Gorlice (do 2016 dekanat Nowy Sącz) – jeden z 4 dekanatów diecezji przemysko-gorlickiej Polskiego Autokefalicznego Kościoła Prawosławnego.

## Parafie
W skład dekanatu wchodzi 8 parafii:
- parafia Świętych Kosmy i Damiana w Bartnem
  - cerkiew Świętych Kosmy i Damiana w Bartnem
  - cerkiew św. Dymitra w Bodakach
  - cerkiew Opieki Matki Bożej w Wołowcu
- parafia Opieki Matki Bożej i Poczajowskiej Ikony Matki Bożej w Bielance
  - cerkiew Opieki Matki Bożej i Poczajowskiej Ikony Matki Bożej w Bielance
- parafia Narodzenia św. Jana Chrzciciela w Gładyszowie
  - cerkiew Narodzenia św. Jana Chrzciciela w Gładyszowie
  - cerkiew św. Michała Archanioła w Regietowie
  - kaplica Przeniesienia Relikwii św. Mikołaja Cudotwórcy w Regietowie (czasownia)
- parafia Świętej Trójcy w Gorlicach
  - sobór katedralny Świętej Trójcy w Gorlicach
- parafia św. Łukasza w Kunkowej
  - cerkiew św. Łukasza Apostoła w Kunkowej
- parafia św. Łukasza w Leszczynach
  - cerkiew św. Łukasza w Leszczynach
- parafia Narodzenia Najświętszej Maryi Panny w Rozdzielu
  - cerkiew Narodzenia Przenajświętszej Bogurodzicy w Rozdzielu
- parafia Opieki Matki Bożej w Zdyni
  - cerkiew Opieki Matki Bożej w Zdyni
  - cerkiew św. Bazylego Wielkiego w Koniecznej